# Louis Van de Perck
Jan Lodewijk Van de Perck (conocido como Louis Van de Perck; 14 de octubre de 1889-30 de noviembre de 1953) fue un deportista belga que compitió en tiro con arco, en la modalidad de arco recurvo. Participó en los Juegos Olímpicos de Amberes 1920, obteniendo cuatro medallas, dos oros y dos platas.

## Palmarés internacional
| Juegos Olímpicos | Juegos Olímpicos  | Juegos Olímpicos | Juegos Olímpicos               |
| Año              | Lugar             | Medalla          | Prueba                         |
| ---------------- | ----------------- | ---------------- | ------------------------------ |
| 1920             | Amberes (Bélgica) | Medalla de oro   | Pichón fijo largo por equipo   |
| 1920             | Amberes (Bélgica) | Medalla de oro   | Pichón fijo pequeño por equipo |
| 1920             | Amberes (Bélgica) | Medalla de plata | Pichón fijo largo individual   |
| 1920             | Amberes (Bélgica) | Medalla de plata | Pichón fijo pequeño individual |